# 树脂

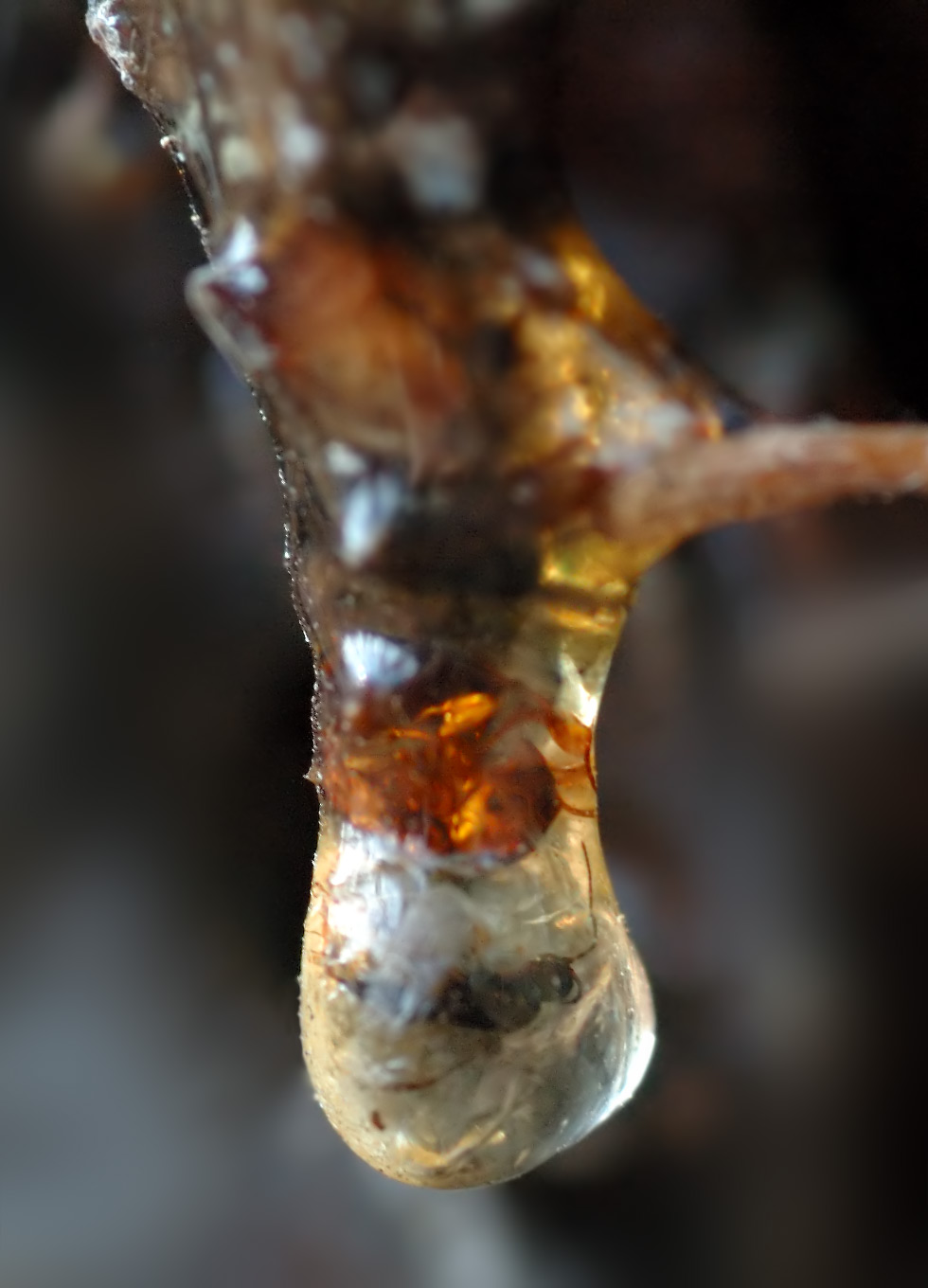
昆虫被困在树脂中

在高分子化学和材料科学中，树脂是植物或合成来源的固体或高粘度物质，通常可被转化为聚合物。 树脂通常是有机化合物的混合物。 本条目重点介绍天然树脂。
植物分泌树脂以保护其免於受伤。 树脂保护植物免受昆虫和病原体的侵害。 树脂会混淆各种各样的食草动物，昆虫和病原体，而挥发性的酚类化合物可能会吸引诸如拟寄生虫或食虫动物的食肉动物等害虫。

## 产生

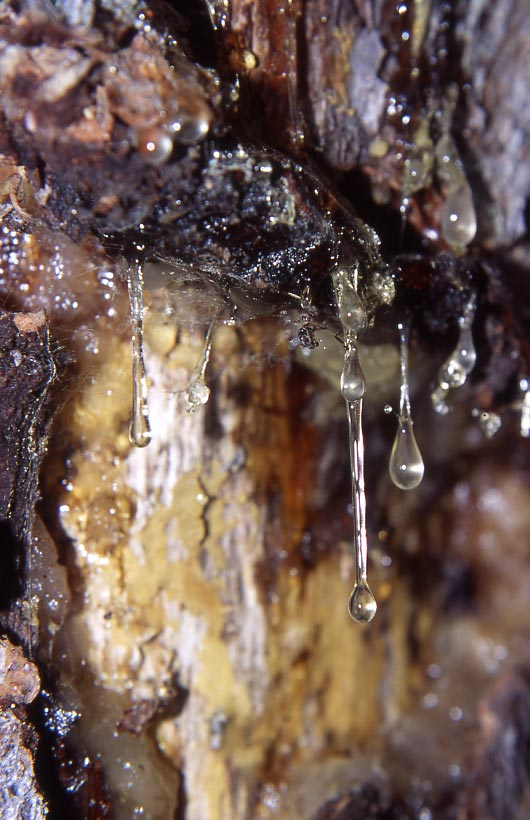
松树的树脂

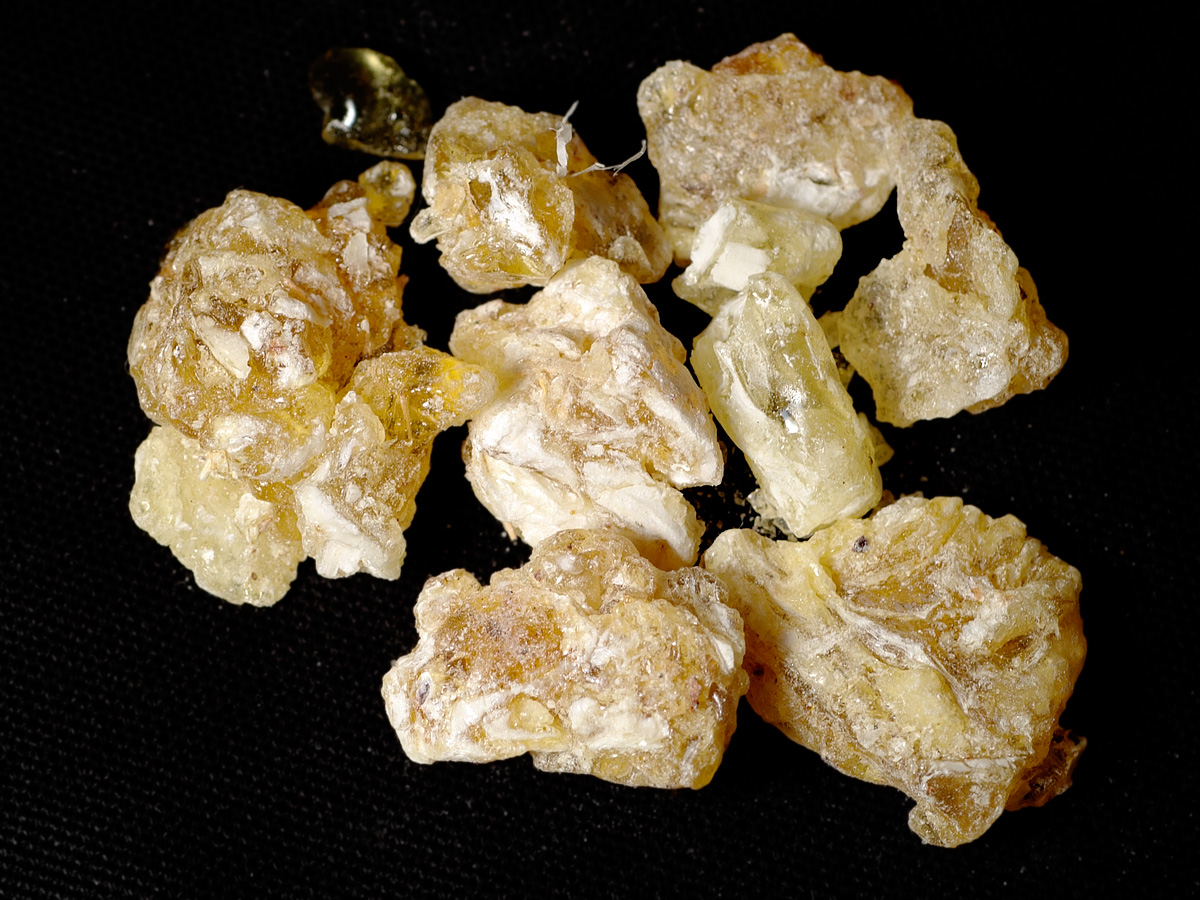
干燥乳香树脂的块状物

树木生产树脂有不同的原因，因此科学家为此提出了不同的观点。较多科学家认同的是，植物以树脂密封伤口，以杀死昆虫及防止真菌入侵，以及消除生产过多的代谢物，但到目前为止，还没有一个肯定的答案。

为了取得树脂，一般要在树皮切一刀，并要浅浅的割出一条旋转向下的管道（称为树脂道）。树皮被割后，树脂会沿树脂道往下流动，直至滴到收集处为止。假如树皮太硬的话，可能要使用醇类（如：甲醇和乙醇等）把树皮的杂质溶解、将纤维组织软化，才能收集树脂。

树脂滴下后，会和空气产生化学反应，而逐渐硬化，形成固体。

而树脂容易硬化的特性，使它一直应用在乳胶漆及胶合剂之中。

## 化學性質
樹脂是一種黏性的液體，其主要组分为較容易揮發的萜烯类物质，使得树脂具有特殊的味道。还含有溶解在萜烯中的不揮發的黏性固體，所以当树脂暴露在空气中，萜烯类物质挥发掉，使得树脂黏度增大，形成固体。當中，它組成的烯中，以雙環狀的烯化合物為主。如α-蒎烯、蒎烯（β-蒎烯）、蒈烯（δ-3-蒈烯）及桧烯（sabinene）；其次為單環狀的烯化合物，如檸檬油精及香油腦；含量更少如三环倍半萜长叶烯（tricyclic sesquiterpene longifolene, caryophyllene）和杜松烯（荜澄茄烯，δ-cadinene）。使用分餾法可以分開分子量不同的餾份，以作不同的用途。如一些餾份的樹枝酸含量較高，可作其他用途，便以分餾法分餾出來。

## 人造樹脂
合成樹脂是一種與天然樹脂十分相似的材料——也是能硬化的黏性液體。以酯化作用或含脂肪酸的鹼金屬鹽的皂，再用一些有機化合物，能量產人造的樹脂。
最優秀種類是環氧樹脂，透過聚合物重合反應或者聚合作用，作為膠合劑和混合物的一個熱固性聚合物使用。
其中一個種類，便是不飽和聚酯樹脂，它佔我們日常使用的樹脂中的75%。 
而離子交換樹脂（Ion exchange resin）是另一種重要的樹脂，其應用範疇包括在水的淨化及催化有機化合物的反應。

### 高分子
- 高分子化學
- 合成材料

### 塑膠分類
- 熱塑性塑膠
- 熱固性塑膠
- 生物塑料
- 生物可分解塑膠

### 天然树脂
- 琥珀
- 塗料
  - 漆、蟲膠
- 天然橡膠 (硫化)

### 合成樹脂
- 聚酯、環氧樹脂、乙烯基酯、酚醛树脂 (電木)、尿素甲醛樹脂、三聚氰胺-甲醛樹脂 (美耐皿)、聚甲基丙烯酸甲酯（PMMA)、聚對苯二甲酸乙二酯（PET）、聚丙烯（PP）、聚苯乙烯（PS）、聚四氟乙烯（PTFE）、聚氨酯（PU）

- 合成橡膠
  - 順丁橡膠（BR）、丁苯橡膠（SBR）、氯丁橡膠（CR）、丁腈橡膠（NBR）、矽橡膠（SP.SI）、丁基橡膠（IIR）
- 塗料
  - UV塗料、防鏽塗料、氟碳塗料

### 合成纖維
- 尼龍